# Ahaetulla
Pour les articles homonymes, voir Ahaetulla (homonymie).
Genre
Ahaetulla est un genre de serpents de la famille des Colubridae.

## Répartition
Les espèces de ce genre se rencontrent en Asie, de l'Inde à la Corée, et dans de nombreuses îles du Pacifique.

## Description

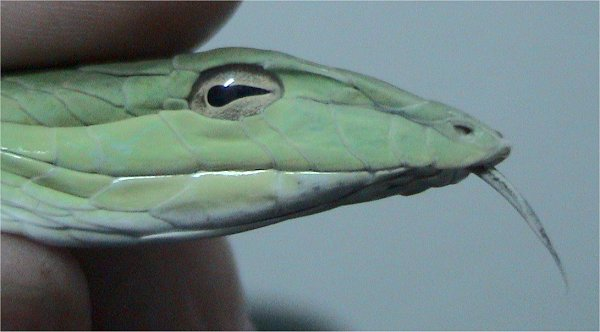
Gros plan sur l'œil et la pupille en « trou de serrure » (espèce Ahaetulla prasina).

Toutes les espèces de ce genre ont un corps fin, une queue très longue et une tête triangulaire et allongée. Elles sont principalement de couleur verte mais peuvent être jaunes, orange, grises ou brunes. Elles présentent parfois des motifs noirs ou blancs.
Leur œil présente une pupille allongée horizontalement, en "trou de serrure", leur offrant une vision binoculaire.
Ce sont des ovovivipares.

## Comportement
Ce sont des serpents diurnes et arboricoles, qui vivent dans les forêts humides. Ils se nourrissent principalement de petits lézards mais peuvent également à l'occasion consommer de petits amphibiens ou rongeurs. L'une des espèces, Ahaetulla fronticincta, se nourrit de poissons.

## Venin
Les membres du genre Ahaetulla ont un venin peu toxique en raison de leur régime alimentaire.

## Liste des espèces
Selon The Reptile Database (31 juillet 2021) :
- Ahaetulla anomala (Annandale, 1906)
- Ahaetulla borealis Mallik et al., 2020[3]
- Ahaetulla dispar (Günther, 1864)
- Ahaetulla farnsworthi Mallik et al., 2020[3]
- Ahaetulla fasciolata (Fischer, 1885)
- Ahaetulla fronticincta (Günther, 1858)
- Ahaetulla isabellina (Wall, 1910)
- Ahaetulla laudankia Deepak et al., 2019[4]
- Ahaetulla malabarica Mallik et al., 2020[3]
- Ahaetulla mycterizans (Linnaeus, 1758)
- Ahaetulla nasuta (Bonnaterre, 1790)
- Ahaetulla oxyrhyncha (Bell, 1825)
- Ahaetulla perroteti (Duméril & Bibron, 1854)
- Ahaetulla prasina (Boie, 1827)
- Ahaetulla pulverulenta (Duméril & Bibron, 1854)
- Ahaetulla rufusoculara Lam et al., 2021[5]
- Ahaetulla sahyadrensis Mallik et al., 2020[3]
- Ahaetulla travancorica Mallik et al., 2020[3]

## Publication originale
- Link, 1807 : Beschreibung der Naturalien-Sammlung der Universität zu Rostock. Zweite Abtheilung, Adlers Erben, Rostock, p. 51-100.